# 1945 في كولومبيا
فيما يلي قوائم الأحداث التي وقعت خلال عام 1945 في كولومبيا.

## سياسة

### تعيين في المنصب
- 12 فبراير – ألبرتو ليراس كامارغو وزير خارجية كولومبيا ‏.

### انتهاء فترة المنصب
- 7 أغسطس – ألبرتو ليراس كامارغو وزير خارجية كولومبيا ‏.

## مواليد

### فبراير
- 15 فبراير – غريزلدا بلانكو بارونة المخدرات كولومبية.
- 16 فبراير – ألفريدو أرانغو لاعب كرة قدم كولومبي.

### سبتمبر
- 5 سبتمبر – لويس دياز درّاج طريق كولومبي.

### أكتوبر
- 14 أكتوبر – فيكي هرنانديز ممثلة كولومبية.

### ديسمبر
- 23 ديسمبر – أنطونيو سرفانتس ملاكم كولومبي.

## وفيات

### أبريل
- 29 أبريل – أندريس دي سانتا ماريا (مواليد 1860) رسام كولومبي.